# 州間高速道路57号線
州間高速道路57号線（しゅうかんこうそくどうろ57ごうせん、IH-57; Interstate Highway 57）はミズーリ州サイクストンの州間高速道路55号線からイリノイ州シカゴの州間高速道路94号線までを南北に結ぶ、アメリカの州間高速道路である。

## 概要
起点から約35kmを除いて、ほとんどの区間がイリノイ州内を走る。そのためイリノイ州南部とシカゴを結ぶ高速道路であるのと同時にニューオーリンズやバトンルージュ、メンフィスやアトランタといった南部の主要都市からシカゴを結ぶ短縮路線的役割も果たす。州間高速道路55号線を使ってセントルイス、スプリングフィールド経由でシカゴに行くより当道路の方が距離が短く、渋滞も少ないためである。なお、当路線に附属する二級州間高速道路はない。

## 全長
| マイル | km     | 通過する州 |  |
|        |        |            |  |
| 21.96  | 35.34  | ミズーリ   |  |
| 364.16 | 586.06 | イリノイ   |  |
|        |        |            |  |
| 386.12 | 621.40 | Total      |  |

## 路線風景
山岳区間はほとんどといってなく、イリノイ州南部に森林地帯がある以外は、ほとんどが平野部であり、都市部といえるところもこれといってないため、イリノイ州南部からほぼ一直線でシカゴに向かって走行していく。

## 通過する主要都市
- カンカキー - シカゴ都市圏内の小都市
- シャンペーン - イリノイ大学本部キャンパス（アーバナ・シャンペーン校）の所在地。
- マリオン - 南イリノイ大学本部キャンパス所在地、カーボンデールへの接続地。
- カイロ - イリノイ州最南端、ミシシッピ川とオハイオ川の合流点に位置するかつての河港都市。

## 接続する州間高速道路
- イリノイ州
  - 州間高速道路94号線（英語版）（シカゴ、94号62、63番出口）
  - 州間高速道路80号線（オーク・フォレスト（英語版））
  - 州間高速道路72号線・州間高速道路74号線（英語版）（シャンペーン）
  - 州間高速道路70号線（エフィンガム（英語版））
  - 州間高速道路64号線（マウントバーノン（英語版））
  - 州間高速道路24号線（英語版）（パリーズ・ミル（英語版））
- ミズーリ州
  - 州間高速道路55号線（サイクストン（英語版））